# Golfo (província)
Golfo (em árabe: خليج; romaniz.: Khalij) era uma província da Líbia. Foi criado em 1973, com a reforma daquele ano, com boa parte do território de Bengasi e parte do de Misurata; pelo censo desse ano tinha 105 049 residentes. Seu nome não é registrado nas listas de divisões administrativas a partir de 1983, sendo possível que tenha sido transformado no distrito de Sirte.